# Albert Szent-Györgyi
Albert Szent-Györgyi de Nagyrápolt (ur. 16 września 1893 w Budapeszcie, zm. 22 października 1986 w Woods Hole) – węgierski biochemik, laureat Nagrody Nobla w dziedzinie medycyny (1937).

## Życiorys
Obronił doktorat na Uniwersytecie w Cambridge (1927), gdzie przebywał jako stypendysta Fundacji Rockefellera. Pracował w Instytucie Higieny Tropikalnej w Hamburgu, następnie w Instytucie Fizjologii w holenderskim Groningen. Był profesorem Uniwersytetu w Segedynie (1931–1945), następnie Uniwersytetu Budapeszteńskiego (do 1947). Został wybrany do wielu akademii i towarzystw naukowych, m.in. PAU (1937). W 1947 roku wyjechał do Stanów Zjednoczonych, gdzie został profesorem Uniwersytetu Princeton.
W 1954 roku został laureatem Nagrody im. Alberta Laskera w dziedzinie podstawowych badań medycznych.
Albert Szent-Györgyi w 1955 roku otrzymał obywatelstwo amerykańskie, a w 1956 roku został przyjęty w skład
członków Amerykańskiej Akademii Nauk (National Academy of Sciences, NAS), w 1957 r. Amerykańskiej Akademii Sztuk i Nauk (American Academy of Arts and Sciences)
Wyodrębnił z owoców papryki i zidentyfikował witaminę C (1933); odkrył witaminę P (1936). Wykazał, że kwas adenozynotrifosforowy (ATP) jest niezbędnym źródłem energii umożliwiającej skurcz mięśni. Za odkrycia dotyczące procesów spalania biologicznego, a szczególnie za odkrycie i ustalenie budowy chemicznej witaminy C (kwasu askorbinowego), otrzymał w 1937 roku Nagrodę Nobla.
W 1974 zaproponował zastąpienie terminu negentropia słowem syntropia.

## Prace
- Muscular Contraction (1947)
- Submolecular Biology (1978)
- On Oxidation, Fermentation, Vitamins, Health, and Disease (1940)
- Bioenergetics (1957)
- Introduction to a Submolecular Biology (1960)
- The Crazy Ape (1970)
- Electronic Biology and Cancer: A New Theory of Cancer (1976)
- The living state (1972)
- Bioelectronics: a study in cellular regulations, defense and cancer
- Lost in the Twentieth Century (1963)